# Andrew Shaw
Andrew Shaw (* 20. Juli 1991 in Belleville, Ontario) ist ein ehemaliger kanadischer Eishockeyspieler. Der Center bestritt zwischen 2012 und 2021 über 500 Partien für die Chicago Blackhawks und die Canadiens de Montréal in der National Hockey League. Mit den Blackhawks, für die er zweimal aktiv war, gewann er in den Playoffs 2013 und 2015 den Stanley Cup.

## Karriere
Andrew Shaw begann seine Karriere als Eishockeyspieler in der kanadischen Juniorenliga Ontario Hockey League, in der er von 2008 bis 2011 für die Niagara IceDogs und Owen Sound Attack aktiv war. In der Saison 2010/11 gewann er mit Owen Sound den J. Ross Robertson Cup, den Meistertitel der OHL, und durfte anschließend mit seiner Mannschaft am Memorial Cup teilnehmen. Im Finalturnier um den Memorial Cup konnte er überzeugen und erhielt als Topscorer des Turniers die Ed Chynoweth Trophy. Zudem wurde er in das All-Star-Team des Memorial Cups gewählt. Aufgrund seiner guten Leistungen mit Owen Sound wurde der Center im NHL Entry Draft 2011 in der fünften Runde als insgesamt 139. Spieler von den Chicago Blackhawks ausgewählt. Für die Blackhawks erzielte er in der Saison 2011/12 in seinem Rookiejahr in insgesamt 40 Spielen zwölf Tore und elf Vorlagen. Parallel spielte er zudem regelmäßig für Chicagos Farmteam Rockford IceHogs in der American Hockey League.
Nach fünf Jahren und zwei Stanley-Cup-Erfolgen mit den Blackhawks wurde Shaw im Juni 2016 an die Canadiens de Montréal abgegeben, die im Gegenzug zwei Zweitrunden-Wahlrechte für den NHL Entry Draft 2016 nach Chicago schickten. Bei den Habs verbrachte der Stürmer insgesamt drei Spielzeiten und stellte dabei in der Saison 2018/19 mit 47 Scorerpunkten einen persönlichen Rekord auf. Ende Juni 2019 wurde er allerdings gemeinsam mit einem Siebtrunden-Wahlrecht im NHL Entry Draft 2021 wieder an die Chicago Blackhawks abgegeben, die Montréal im Gegenzug mit einem Zweit- und Siebtrunden-Wahlrecht im NHL Entry Draft 2020 sowie einem weiteren Drittrunden-Wahlrecht im folgenden Jahr entschädigten.
Im April 2021 gab Shaw aufgrund mehrerer erlittener Gehirnerschütterungen das vorzeitige Ende seiner aktiven Karriere bekannt, nachdem er seit Februar 2021 erneut aufgrund einer solchen ausgefallen war. Insgesamt hatte er 544 NHL-Partien bestritten und dabei 247 Punkte verzeichnet.

## Erfolge und Auszeichnungen
| - 2011 J.-Ross-Robertson-Cup-Gewinn mit Owen Sound Attack - 2011 Memorial Cup All-Star-Team - 2011 Ed Chynoweth Trophy | - 2013 Stanley-Cup-Gewinn mit den Chicago Blackhawks - 2015 Stanley-Cup-Gewinn mit den Chicago Blackhawks |

## Karrierestatistik
(Legende zur Spielerstatistik: Sp oder GP = absolvierte Spiele; T oder G = erzielte Tore; V oder A = erzielte Assists; Pkt oder Pts = erzielte Scorerpunkte; SM oder PIM = erhaltene Strafminuten; +/− = Plus/Minus-Bilanz; PP = erzielte Überzahltore; SH = erzielte Unterzahltore; GW = erzielte Siegtore; 1 Play-downs/Relegation; Kursiv: Statistik nicht vollständig)